# Robert Hichens
Robert Hichens (Newlyn, 16 settembre 1882 – Aberdeen, 23 settembre 1940) è stato un marittimo britannico, noto per essere stato il timoniere di servizio durante la collisione del RMS Titanic con un iceberg.

## Biografia
Robert Hichens nacque a Newlyn, in Cornovaglia, il 16 settembre 1882, primo dei nove figli del pescatore Philip Hichens e Rebecca Wood, originaria di Whitby.
Aveva otto fratelli: Angelina, William, Richard, Juliette, Frederick, Sidney, James e Elizabeth.
Il 23 ottobre 1906 sposò Florence Mortimore nella chiesa parrocchiale di Manaton, nella contea del Devon. Nello stesso anno divenne un marinaio.
Dalla moglie ebbe cinque figli: Florence, Freddie, Edna, Doreen e Robert "Bob", che perse una gamba in seguito a un incidente avvenuto a Torquay. Tre dei cinque figli nacquero dopo l'affondamento del Titanic.
Hichens lavorò come timoniere su molte navi, dirette soprattutto in Norvegia, in Svezia e sul Danubio ma mai nel Nord Atlantico. L'ultima nave su cui lavorò prima di venire trasferito sul Titanic fu la Dongola.

## Titanic
Il 10 aprile 1912 Hichens s'imbarcò come timoniere a bordo del Titanic durante il suo primo ed unico viaggio. La notte del 14 aprile le vedette avvistarono un iceberg e informarono immediatamente gli ufficiali di coperta. Il primo ufficiale William McMaster Murdoch ordinò a Hichens, che aveva sostituito alle 22:00 il collega Alfred Olliver, di accostare a dritta ma la massa di ghiaccio era troppo vicina e Hichens non poté evitare la collisione. Secondo la nipote del secondo ufficiale Charles Herbert Lightoller, il timoniere Hichens interpretò male l'ordine di Murdoch virando verso dritta invece che a sinistra, ubbidendo al sistema di navigazione vela, e anche se l'errore di Hichens fu subito corretto la collisione non poté essere evitata.
Tutto ciò non è però supportato dalle testimonianze delle due inchieste sul naufragio del Titanic. Infatti, si è stabilito che il sesto ufficiale James Paul Moody, che osservò le mosse del timoniere, disse a Murdoch che il suo ordine era stato eseguito correttamente.
In seguito il comandante Smith ordinò di imbarcare le donne e i bambini sulle lance di salvataggio. Hichens fu messo a capo della lancia n. 6 dal secondo ufficiale Lightoller, assieme alla vedetta Frederick Fleet. La lancia n. 6 fu la prima tra quelle di sinistra ad essere ammainata, con sole 28 persone a bordo su 65 posti disponibili.
Hichens divenne famoso per la sua cattiva condotta a bordo della lancia di salvataggio n. 6. Dopo il naufragio le donne a bordo della lancia lo accusarono di aver rifiutato di tornare sul luogo del disastro per salvare i naufraghi e di aver apostrofato questi ultimi con l'appellativo di "cadaveri". Hichens negò tutto ciò all'inchiesta americana sul naufragio dicendo di non essere tornato indietro perché il comandante Smith e Lightoller gli avevano ordinato di remare verso una nave avvistata lì vicino (probabilmente il Californian), con l'intento di far scendere i passeggeri e poi ritornare verso il Titanic.
Venne inoltre accusato di aver costantemente criticato le donne ai remi e di aver contestato l'operato della Carpathia, affermando che la nave salvatrice non era venuta per salvarli ma solo per raccogliere i cadaveri delle vittime. A quel punto le donne, soprattutto la milionaria di Denver Margaret Brown, incominciarono ad averne abbastanza di Hichens e minacciarono di buttarlo in mare. Dopo aver testimoniato all'inchiesta americana, tornò in Inghilterra a bordo del Celtic per testimoniare all'inchiesta britannica, dove gli vennero rivolte ben 492 domande.

## Dopo il naufragio delTitanic
Circa due anni dopo il naufragio del Titanic Hichens si trasferì in Sudafrica per lavorare alla Capitaneria di Porto di Città del Capo. Dopo diverse ricerche, però, si è scoperto che Hichens non lavorò mai alla Capitaneria di Porto del Sudafrica, ma la superstite del Titanic Edith Brown-Haisman affermò di averlo incontrato nel 1917 a Johannesburg, dove alloggiava insieme al fratello William.
Durante la prima guerra mondiale Robert si arruolò nella Royal Naval Reserve. Nel 1919, invece, ricoprì il ruolo di terzo ufficiale su una piccola nave.
Alla fine del 1920 Hichens si trasferì con la sua famiglia a Torquay, dove comprò una barca chiamata Queen Mary a £160 da un certo Harry Henley. Per acquistarla si era fatto prestare dei soldi dal signor J.E. Squires, ma non riuscì a saldare il debito e la barca ritornò di proprietà di Henley.
Nel 1931 si separò dalla moglie Florence, la quale tornò a vivere a Southampton con i figli. Hichens cadde in depressione e incominciò a bere, non solo per la separazione dalla famiglia e per la sua brutta situazione economica, ma anche per i tristi ricordi del naufragio del Titanic.
Hichens decise di uccidere Henley, da lui considerato uno dei maggiori responsabili della sua depressione. Così comperò una rivoltella e il 1º dicembre 1933 si diresse a casa di Henley. Gli sparò alla testa, ma l'uomo non morì, e anzi ebbe la forza di dare un pugno a Hichens e farlo cadere a terra. Hichens allora tentò il suicidio sparandosi in testa, ma anch'egli sopravvisse; fu infine arrestato e portato alla centrale di polizia in uno stato semi-cosciente. Durante la prigionia tentò di tagliarsi i polsi.
Robert Hichens uscì dal carcere nel 1937 e morì il 23 settembre 1940 a bordo della nave da carico English Trader, al largo della costa di Aberdeen, in Scozia. Si pensò che il suo cadavere fosse stato sepolto in mare, ma nel 2012 si scoprì che in realtà Hichens riposava nel Trinity Cemetery di Aberdeen. L'ex moglie Florence morì a Southampton nei primi anni sessanta di un tumore al cervello.

## Nella cultura di massa
Robert Hichens è stato interpretato da Paul Brightwell nel colossal Titanic del 1997, da Martin Evans nella miniserie televisiva Titanic del 1996, da Anthony Heaton nel film TV S.O.S. Titanic del 1979 e da un attore non accreditato in Titanic, latitudine 41 nord del 1958. In tutti e quattro i film viene rappresentato Hichens litigare con Molly Brown e rifiutare di tornare a raccogliere i naufraghi. 
Hichens appare anche nel film documentario Ghosts of the Abyss di James Cameron, interpretato dall'attore Miguel Wilkins.